# 水口町山
水口町山（みなくちちょうやま）は、滋賀県甲賀市にある地名。

## 地理
甲賀市水口町の北部、伴谷地域の東端に位置し、東は水口町松尾・蒲生郡日野町中山、南は水口町名坂、西は水口町伴中山・水口町春日、北は東近江市鈴町に接する。1970年代に住宅団地の桜ヶ丘（第二水口台）、第三水口台、第四水口台、菅谷（第五水口台）が造成された。南北に滋賀県道178号泉日野線・滋賀県道537号山名坂線、東西に滋賀県道179号山松尾線が通じる。

## 歴史
中世は伊勢神宮領の柏木御厨に含まれた。山の地名は1331年に山中文書に「上山村郷」としてみえる。戦国期は伴氏の支配下にあったと考えられる。1585年の甲賀ゆれと水口岡山城築城によりその支配下に入ったと考えられる。

## 世帯数と人口
2019年（令和元年）9月30日現在の世帯数と人口は以下の通りである。
| 町丁     | 世帯数   | 人口   |
| -------- | -------- | ------ |
| 水口町山 | 2690世帯 | 7166人 |

## 学区
市立小・中学校に通う場合、学区は以下の通りとなる。
| 番・番地等                       | 小学校               | 中学校             |
| -------------------------------- | -------------------- | ------------------ |
| 一部（桜ヶ丘、第四水口台を除く） | 甲賀市立伴谷小学校   | 甲賀市立水口中学校 |
| 一部（桜ヶ丘、第四水口台）       | 甲賀市立伴谷東小学校 | 甲賀市立城山中学校 |

## 交通
- 滋賀県道178号泉日野線
- 滋賀県道179号山松尾線
- 滋賀県道537号山名坂線

## 施設
- 甲賀市立伴谷東小学校
- 山村神社 - 山村天神、山村の天神さんと呼ばれる。願意を受けた宮守が石を持ち上げる際、吉の時は軽く、凶の時は重く感じることで神意を伺うことで知られる。

## その他

### 日本郵便
- 郵便番号 : 528-0067[3]（集配局：水口郵便局[7]）